# Joseph François Gau des Voves
Joseph François Gau des Voves est un homme politique français né le 21 août 1748 à Strasbourg et décédé le 31 août 1825 à Paris.

## Biographie
Commissaire ordonnateur avant la Révolution, il est directeur des fonds au ministère de la Guerre de 1789 à 1792. Nommé secrétaire d'Aubry, chargé de réorganiser l'armée après le 9 thermidor. Il est élu député de l'Yonne au Conseil des Cinq-cents le 23 vendémiaire an IV, mais est exclu de toute fonction législative, car il a été le secrétaire d'Aubry. Il est autorisé à siéger en prairial an V, et vote avec la droite royaliste.
Condamné à la déportation après le Coup d'État du 18 fructidor an V, il est rappelé dès le 24 fructidor. Il entre au Conseil d’État en 1802. Il est fait chevalier d'Empire en 1808.

## Sources
- « Joseph François Gau des Voves », dans Adolphe Robert et Gaston Cougny, Dictionnaire des parlementaires français, Edgar Bourloton, 1889-1891 [détail de l’édition]